# Distretto di Aqzhar
Il distretto di Aqzhar (in kazako: Ақжар ауданы) è un distretto (audan) del Kazakistan con capoluogo Talšyq.